# كريملاين (أنغلزي)
كريملاين (بالإنجليزية: Cremlyn)‏ هي منطقة سكنية تقع في ويلز في أنغلزي.